# Parma Associazione Sportiva 1963-1964
Questa pagina raccoglie le informazioni riguardanti il Parma Associazione Sportiva nelle competizioni ufficiali della stagione 1963-1964.

## Stagione
Nella stagione 1963-1964 il Parma disputa il campionato di Serie B, un torneo a venti squadre che prevede tre promozioni e tre retrocessioni. Con 32 punti in classifica la squadra ducale si piazza in sedicesima posizione. Salgono in Serie A il neopromosso  Varese con 51 punti, il Cagliari con 49 punti ed il Foggia con 46 punti, scendono in Serie C il Prato con 31 punti, l'Udinese con 29 punti ed il Cosenza con 26 punti.
Ennesimo miracolo salvezza in questa tribolata stagione per la squadra del Parma, anche se ci sono volute tre gestioni tecniche per raggiungere il traguardo salvezza, che ad un certo punto della stagione è parso un miraggio. Con le otto reti di Dario Cavallito e le sette di Dimitri Pinti, con l'ottima regia di Angelo Spanio rientrato dal Torino, i crociati sul filo di lana del torneo raggiungono l'obiettivo di mantenere la categoria, grazie al successo (1-0) sul Lecco nella penultima giornata, ed il pareggio di Alessandria (0-0) nell'ultima, che gli permettono di chiudere il torneo con un prezioso punticino di vantaggio sul Prato, la migliore delle retrocesse. In Coppa Italia il Parma supera il Cosenza nel primo turno, ma viene eliminato dal Cagliari nel secondo turno.

## Rosa
| N. |                   | Ruolo | Calciatore          |
| -- | ----------------- | ----- | ------------------- |
|    | Italia (bandiera) | D     | Ubaldo Balbi        |
|    | Italia (bandiera) | A     | Paolo Bernasconi    |
|    | Italia (bandiera) | C     | Bruno Bruschettini  |
|    | Italia (bandiera) | A     | Dario Cavallito     |
|    | Italia (bandiera) | C     | Corrado Corradi     |
|    | Italia (bandiera) | C     | Mario Ferraguti     |
|    | Italia (bandiera) | A     | Francesco Ferrarini |
|    | Italia (bandiera) | D     | Gianpaolo Fontana   |
|    | Italia (bandiera) | A     | Remo Morelli        |
|    | Italia (bandiera) | C     | Olmes Neri          |
|    | Italia (bandiera) | A     | Dimitri Pinti       |

| N. |                   | Ruolo | Calciatore           |
| -- | ----------------- | ----- | -------------------- |
|    | Italia (bandiera) | C     | Ermes Polli          |
|    | Italia (bandiera) | C     | Carlo Rancati        |
|    | Italia (bandiera) | P     | Giuseppe Sagliani    |
|    | Italia (bandiera) | C     | Renzo Sassi          |
|    | Italia (bandiera) | D     | Primo Sentimenti     |
|    | Italia (bandiera) | D     | Aldo Silvagna        |
|    | Italia (bandiera) | C     | Angelo Spanio        |
|    | Italia (bandiera) | P     | Gianni Uccelli       |
|    | Italia (bandiera) | D     | Giancarlo Versolatto |
|    | Italia (bandiera) | P     | Silvano Vincenzi     |
|    | Italia (bandiera) | D     | Mario Zurlini        |

## Risultati

### Serie B

#### Girone di andata
| Arbitro: | De Robbio (Torre Annunziata) |

|            |           |                        |
| Spanio 32’ | Marcatori | 4’ Rambone 10’ Mujesan |

| Arbitro: | Schinetti (Brescia) |

|                                  |           |                  |
| Porro 5’ Orlando 42’ Rancati 56’ | Marcatori | 88’ (rig.) Pinti |

| Arbitro: | Acernese (Roma) |

|               |           |           |
| Andersson 52’ | Marcatori | 87’ Pinti |

| Arbitro: | Cadel (Mestre) |

|  |           |                         |
|  | Marcatori | 12’ Arrigoni 77’ Muzzio |

| Arbitro: | Genel (Trieste) |

|                           |           |                 |
| Versolatto 2’ Corradi 40’ | Marcatori | 16’, 59’ Spelta |

| Arbitro: | Bernardis (Trieste) |

|                    |           |  |
| Gilardoni 44’, 62’ | Marcatori |  |

| Arbitro: | Barolo (Bassano del Grappa) |

|            |           |           |
| Nocera 56’ | Marcatori | 70’ Pinti |

| Parma 10 novembre 1963 8ª giornata | Parma          | 0 – 0 | Verona | Stadio Ennio Tardini\| Arbitro: \| Righi (Milano) \| |
| Arbitro:                           | Righi (Milano) |       |        |                                                      |

| Arbitro: | Firmi (Crema) |

|                                    |           |  |
| Campanini 10’ (rig.) Gualtieri 88’ | Marcatori |  |

| Arbitro: | Samani (Trieste) |

|                              |           |               |
| Maccacaro 26’ Ghersetich 36’ | Marcatori | 66’ Cavallito |

| Arbitro: | Monti (Ancona) |

|  |           |                               |
|  | Marcatori | 59’ Raffin 65’ (aut.) Rancati |

| Arbitro: | Francescon (Padova) |

|                          |           |                          |
| Cavallito 38’ Spanio 88’ | Marcatori | 18’ Gareffa 58’ Bonacchi |

| Arbitro: | Adami (Roma) |

|              |           |             |
| Lojodice 57’ | Marcatori | 73’ Corradi |

| Arbitro: | Ferrari (Milano) |

|             |           |              |
| Corradi 48’ | Marcatori | 26’ Mazzanti |

| Arbitro: | Cirone (Palermo) |

|             |           |             |
| Moradei 79’ | Marcatori | 38’ Morelli |

| Arbitro: | Barolo (Bassano del Grappa) |

|               |           |  |
| Cavallito 49’ | Marcatori |  |

| Arbitro: | Sebastio (Taranto) |

|  |           |            |
|  | Marcatori | 37’ Deasti |

| Arbitro: | Marchiori (Padova) |

|                           |           |  |
| Innocenti 10’ Schiavo 69’ | Marcatori |  |

| Arbitro: | Bernardis (Trieste) |

|            |           |           |
| Cesana 32’ | Marcatori | 54’ Pinti |

#### Girone di ritorno
| Arbitro: | Marengo (Chiavari) |

|  |           |            |
|  | Marcatori | 42’ Spanio |

| Arbitro: | Cirone (Palermo) |

|                   |           |             |
| Spanio 67’ (rig.) | Marcatori | 88’ Rancati |

| Arbitro: | Orlando (Bergamo) |

|                                      |           |               |
| Spanio 20’ Corradi 25’ Cavallito 84’ | Marcatori | 60’ Inferrera |

| Arbitro: | Samani (Trieste) |

|             |           |  |
| Rovatti 68’ | Marcatori |  |

| Arbitro: | De Robbio (Torre Annunziata) |

|                           |           |               |
| Spelta 37’ Traspedini 48’ | Marcatori | 43’ Cavallito |

| Arbitro: | Angelini (Firenze) |

|                         |           |                        |
| Cavallito 51’ Polli 54’ | Marcatori | 63’ Ronzon 70’ Bolzoni |

| Parma 22 marzo 1964 26ª giornata | Parma             | 0 – 0 | Foggia & Incedit | Stadio Ennio Tardini\| Arbitro: \| Grignani (Milano) \| |
| Arbitro:                         | Grignani (Milano) |       |                  |                                                         |

| Arbitro: | Marengo (Chiavari) |

|            |           |  |
| Maioli 89’ | Marcatori |  |

| Arbitro: | Rancher (Roma) |

|                           |           |                         |
| Cavallito 10’ Corradi 29’ | Marcatori | 13’ (aut.) Bruschettini |

| Arbitro: | Barolo (Bassano del Grappa) |

|                 |           |  |
| Bruschettini 4’ | Marcatori |  |

| Arbitro: | Palazzo (Palermo) |

|                           |           |               |
| Bianchi 23’ Rizzolini 66’ | Marcatori | 18’ Cavallito |

| Potenza 3 maggio 1964 31ª giornata | Potenza        | 0 – 0 | Parma | Stadio Alfredo Viviani\| Arbitro: \| Monti (Ancona) \| |
| Arbitro:                           | Monti (Ancona) |       |       |                                                        |

| Arbitro: | De Marchi (Pordenone) |

|           |           |  |
| Pinti 33’ | Marcatori |  |

| Arbitro: | Righetti (Torino) |

|                            |           |                               |
| Carminati 7’ Barbolini 65’ | Marcatori | 34’ Pinti 87’ (aut.) Abbatini |

| Arbitro: | Bernardis (Trieste) |

|           |           |  |
| Pinti 55’ | Marcatori |  |

| Arbitro: | Piantoni (Terni) |

|                  |           |  |
| Greatti 13’, 46’ | Marcatori |  |

| Palermo 7 giugno 1964 36ª giornata | Palermo            | 0 – 0 | Parma | Stadio La Favorita\| Arbitro: \| Carminati (Milano) \| |
| Arbitro:                           | Carminati (Milano) |       |       |                                                        |

| Arbitro: | Genel (Trieste) |

|           |           |  |
| Pinti 13’ | Marcatori |  |

| Parma 21 giugno 1964 38ª giornata | Parma                        | 0 – 0 | Alessandria | Stadio Ennio Tardini\| Arbitro: \| De Robbio (Torre Annunziata) \| |
| Arbitro:                          | De Robbio (Torre Annunziata) |       |             |                                                                    |

### Coppa Italia
| Arbitro: | Orlando (Bergamo) |

|                           |           |               |
| Pinti 57’, 85’ Spanio 66’ | Marcatori | 12’ Calzolari |

| Arbitro: | Rancher (Roma) |

|             |           |                                |
| Corradi 17’ | Marcatori | 46’ Cappellaro 77’ (aut.) Neri |

## Statistiche

### Statistiche di squadra
| Competizione | Punti | In casa | In casa | In casa | In casa | In casa | In casa | In trasferta | In trasferta | In trasferta | In trasferta | In trasferta | In trasferta | Totale | Totale | Totale | Totale | Totale | Totale | DR  |
| Competizione | Punti | G       | V       | N       | P       | Gf      | Gs      | G            | V            | N            | P            | Gf           | Gs           | G      | V      | N      | P      | Gf     | Gs     | DR  |
| ------------ | ----- | ------- | ------- | ------- | ------- | ------- | ------- | ------------ | ------------ | ------------ | ------------ | ------------ | ------------ | ------ | ------ | ------ | ------ | ------ | ------ | --- |
| Serie B      | 32    | 19      | 7       | 8       | 4       | 19      | 17      | 19           | 1            | 8            | 10           | 12           | 26           | 38     | 8      | 16     | 14     | 31     | 43     | -12 |
| Coppa Italia |       | 2       | 1       | 0       | 1       | 4       | 3       | 0            | 0            | 0            | 0            | 0            | 0            | 2      | 1      | 0      | 1      | 4      | 3      | +1  |
| Totale       |       | 21      | 8       | 8       | 5       | 23      | 20      | 19           | 1            | 8            | 10           | 12           | 26           | 40     | 9      | 16     | 15     | 35     | 46     | -11 |

### Statistiche dei giocatori
| Giocatore       | Serie B  | Serie B | Coppa Italia | Coppa Italia | Totale   | Totale |
| Giocatore       | Presenze | Reti    | Presenze     | Reti         | Presenze | Reti   |
| --------------- | -------- | ------- | ------------ | ------------ | -------- | ------ |
| G. Uccelli      | 16       | -25     | 2            | -3           | 18       | -28    |
| S. Vincenzi     | 21       | -16     | -            | -            | 21       | -16    |
| G. Sagliani     | 1        | -2      | -            | -            | 1        | -2     |
| G. Fontana      | 26       | 0       | 1            | 0            | 27       | 0      |
| E. Polli        | 19       | 1       | 1            | 0            | 20       | 1      |
| A. Silvagna     | 18       | 0       | 2            | 0            | 20       | 0      |
| G. Versolatto   | 26       | 1       | 1            | 0            | 27       | 1      |
| M. Zurlini      | 36       | 0       | 1            | 0            | 37       | 0      |
| M. Ferraguti    | 23       | 0       | -            | -            | 23       | 0      |
| B. Bruschettini | 23       | 1       | -            | -            | 23       | 1      |
| R. Sassi        | 7        | 0       | 2            | 0            | 9        | 0      |
| U. Balbi        | 17       | 0       | 2            | 0            | 19       | 0      |
| P. Sentimenti   | 8        | 0       | -            | -            | 8        | 0      |
| A. Spanio       | 34       | 5       | 2            | 1            | 36       | 6      |
| P. Bernasconi   | 13       | 0       | 2            | 0            | 15       | 0      |
| C. Corradi      | 36       | 5       | 2            | 1            | 38       | 6      |
| R. Morelli      | 10       | 1       | -            | -            | 10       | 1      |
| O. Neri         | 13       | 0       | 2            | 0            | 15       | 0      |
| F. Ferrarini    | 2        | 0       | -            | -            | 2        | 0      |
| C. Rancati      | 16       | 0       | 2            | 0            | 18       | 0      |
| D. Pinti        | 25       | 8       | 1            | 2            | 26       | 10     |
| D. Cavallito    | 28       | 8       | -            | -            | 28       | 8      |